# Pelagonema anoplum
Pelagonema anoplum is een rondwormensoort uit de familie van de Oncholaimidae.